# Arturo M. Bastes
Arturo Bastes y Mandin, SVD, DD, SSL (Loboc, 1 de abril de 1944 – Cainta, 20 de outubro de 2024) foi um bispo católico romano filipino Ele foi ordenado padre pela Sociedade do Verbo Divino (SVD) em 28 de novembro de 1970 no Rizal Park. O papa João Paulo II o nomeou bispo de Romblon em 3 de julho de 1997. Sua ordenação episcopal foi em 21 de agosto de 1997 na cidade de Cebu.  O papa o nomeou bispo coadjutor na diocese de Sorsogon em 25 de julho de 2002. Em 17 de abril de 2003 (quinta-feira santa), ele conseguiu o bispo de Sorsogon. 